# 4485 Radonezhskij
4485 Radonezhskij eller 1987 QQ11 är en asteroid i huvudbältet som upptäcktes den 27 augusti 1987 av den ryska astronomen Ljudmila Tjernych vid Krims astrofysiska observatorium på Krim. Den är uppkallad efter Sergij Radonezhskij.
Asteroiden har en diameter på ungefär 14 kilometer och den tillhör asteroidgruppen Eos.